# Monasterio de San Bartolomé (Inca)
El monasterio de San Bartolomé (en catalán: monestir de Sant Bartomeu) es una construcción del barroco (1667-1702) situada en la ciudad española de Inca en la isla de Mallorca en el lugar conocido como Serral de Molins. Sobre él destaca que residen desde 1534 las monjas Jerónimas de clausura. Se conservan los restos de Sor Clara Andreu, destacada monja de la comunidad. Sus rasgos más característicos son el portal con arco de medio punto para entrar al patio, patio con un viejo almez y una cisterna, la iglesia tiene una sola nave de cuatro tramos con capillas laterales muy reducidas y la cubierta es de bóveda de medio cañón.
Dentro del monasterio se conservan obras tal como el Santo Cristo de la Sangre (siglo XV o siglo XV), los retablos barrocos de la Virgen del Candelero y de la Sagrada Familia (siglo XVII), dos tablas góticas de Pere Terrencs (siglo XV) y valiosas pinturas de los Llopis, padre e hijo (siglo XVI).

## Historia
Poco después de la conquista de Mallorca (1229) se construyó una capilla en el Puig de Inca dedicada a la Magdalena. En este lugar llegó en 1491 una comunidad de las clarisas para fundar el segundo monasterio de esta orden en la isla, más adelante aquella comunidad se trasladó a Palma pasando antes por Esporlas, donde sería conocida con el nombre del Olivar. El lugar abandonado por las clarisas fue ofrecido el mismo año de 1530 a las jerónimas de Palma con el fin de fundar un nuevo monasterio aprovechando las estructuras conventuales anteriores, también ese año llegó la primera comunidad procedente del monasterio de Santa Elisabet. Los problemas que habían tenido las clarisas y que propiciaron el abandono del lugar, se repitieron de nuevo y la comunidad se desplazó a un lugar más adecuado. Ocuparon la antigua iglesia de San Bartolomé, antigua parroquia de Inca. A pesar del apoyo que llegaba de Palma, la comunidad tuvo una vida precaria y la construcción del monasterio se prolongó durante mucho tiempo. Históricamente se les conoce como "les Monges del Serral" (las Monjas del Serra) o "Monges Tancades" (Monjas encerradas)